# Charles Blanc (préfet)
Pour les articles homonymes, voir Charles Blanc (homonymie) et Blanc (homonymie).
Charles Blanc, né à Gap le 9 février 1857 et mort à Montmaur (Hautes-Alpes) le 10 septembre 1915, est un haut fonctionnaire français.

## Biographie
Marie-Charles Blanc est le fils de l'avocat et homme politique républicain Xavier Blanc.
Après avoir été élève au lycée Louis-le-Grand, Charles Blanc poursuit ses études à l’École des sciences politiques et obtient un doctorat en droit. Pendant quelque temps, il donne des cours d'économie politique à l'Association polytechnique.
Nommé sous-chef (1879) puis chef-adjoint (1881) du cabinet de Cyprien Girerd, alors sous-secrétaire d'État à l'Agriculture et au Commerce, il devient sous-chef du cabinet du ministre Pierre Tirard en octobre 1880.
Le 29 avril 1884, Blanc est nommé sous-préfet des Sables-d'Olonne. Il occupe ensuite le même poste à Hazebrouck (7 avril 1888) et à La Flèche (24 juin 1888). Le 25 mai 1889, le préfet de la Seine, Eugène Poubelle, le choisit comme chef de cabinet.
Préfet des Deux-Sèvres depuis le 7 janvier 1894, Blanc est nommé directeur de la Sûreté générale au ministère de l'Intérieur le 25 juin 1896.

### Préfet de police de Paris (1897-1899)

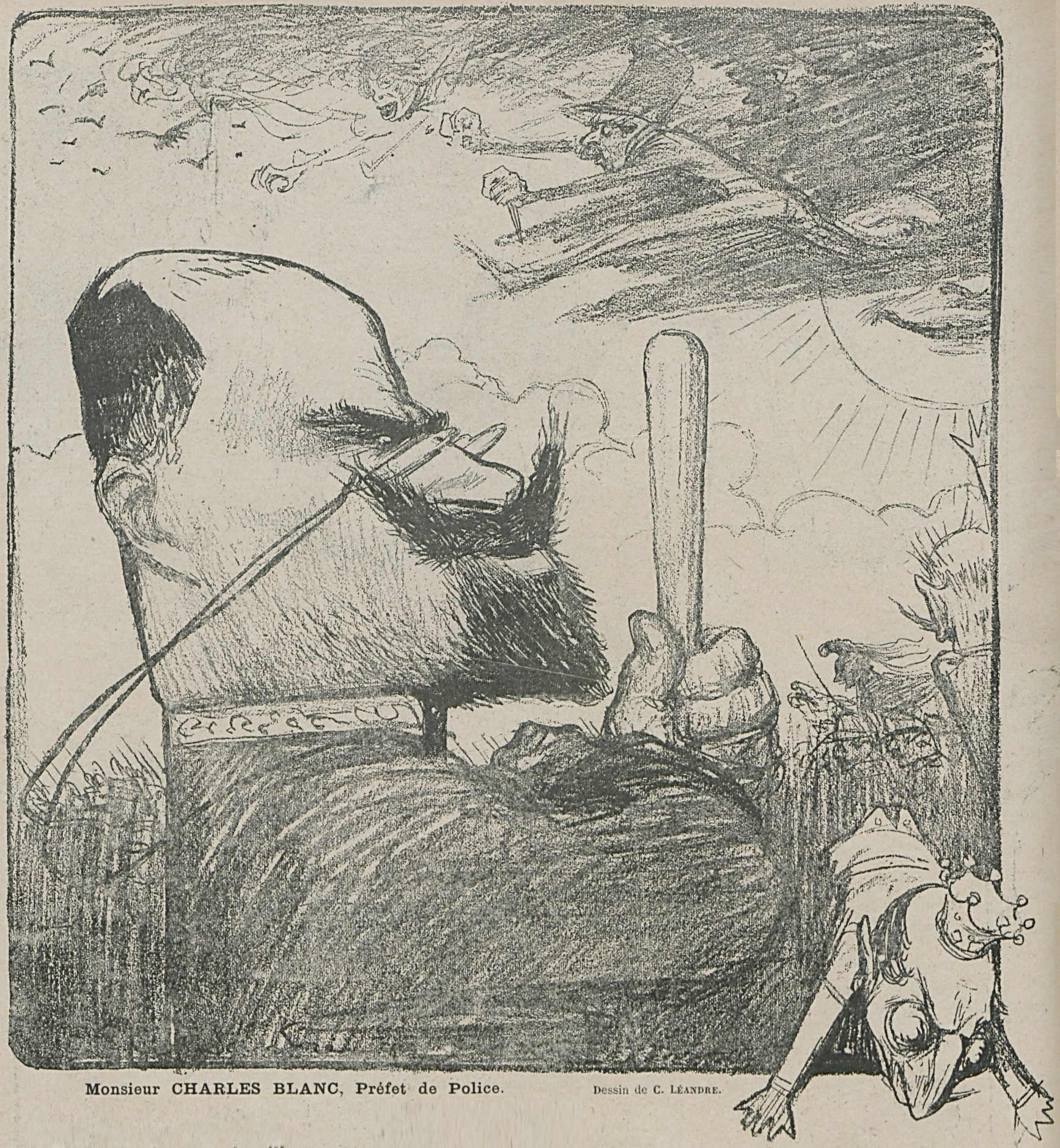
Caricature de Blanc par Léandre (Le Rire, 17 juin 1899).

Le 14 octobre 1897, Charles Blanc succède à Louis Lépine en tant que préfet de police de Paris.
À partir de 1898, sa tâche est compliquée par les troubles engendrés par l'affaire Dreyfus. Le 18 février 1899, lors de l'arrivée à Paris du nouveau président de la République, Émile Loubet, de nombreux manifestants conspuent le chef de l’État sans grande réaction de la police, ce qui sera reproché à Blanc. Le 4 juin suivant, le préfet de police est présent à l'hippodrome d'Auteuil, où des antidreyfusards provoquent une bagarre qui culmine avec l'agression de Loubet par le baron de Christiani. De nouveaux désordres, accompagnés de brutalités policières, ont lieu le 11 juin à l'hippodrome de Longchamp : le bruit d'une démission de Blanc commence alors à circuler.
Après le renversement du gouvernement Dupuy, l'une des premières mesures prises par le gouvernement Waldeck-Rousseau afin de rétablir l'ordre consiste à rappeler Lépine à la préfecture de police dès le 23 juin. Deux jours plus tard, Blanc est nommé à la place qu'occupait Lépine au conseil d’État.

## Distinctions
- Officier de la Légion d'honneur (26 juillet 1897)[3]
- Officier de l'Instruction publique
- Chevalier de l'ordre du Mérite agricole